# Atriplex deserticola
Atriplex deserticola är en amarantväxtart som beskrevs av Rodolfo Amando Philippi. Atriplex deserticola ingår i släktet fetmållor, och familjen amarantväxter. Inga underarter finns listade i Catalogue of Life.